# Eleccions a governador de Hokkaidō de 2007
Les Eleccions a governador de Hokkaidō de 2007 (2007年北海道知事選挙) es van celebrar el 8 d'abril de 2007 en el marc de les eleccions locals unificades del Japó de 2007 per elegir al Governador de Hokkaidō.

## Antecedents
Des de l'any 1947, les eleccions a governador de Hokkaidō i a l'Assemblea de Hokkaidō s'han anat fent dins del calendari unificat d'eleccions locals del Japó. L'aleshores governadora, Harumi Takahashi havia sigut elegida a les eleccions a governador de Hokkaidō de 2003, les eleccions a governador de Hokkaidō amb més candidats de la història, nou. Normalment, aquestes eleccions solien ser amb un candidat de l'esquerra contra un de la dreta i, ocasionalment, un candidat comunista.

## Candidats
| Candidat i partit polític    | Candidat i partit polític | Candidat i partit polític | Eslògan de campanya                                                        | Detalls |
| ---------------------------- | ------------------------- | ------------------------- | -------------------------------------------------------------------------- | --- |
| Satoshi Miyauchi PCJ         | Yūjirō Taniyama           |                           | 福祉の心で元気な北海道を "Un Hokkaido saludable i amb espèrit de benestar" | Nou candidat. Membre permanent del comitè del Partit Comunista del Japó en Hokkaido. 43 anys.                                |
| Harumi Takahashi Independent | Kurokawa                  |                           | 子どもたちの未来のために "Pel futur dels infants"                          | Governadora. Candidata amb el suport del PLD i el Kōmeitō. 53 anys.                                                          |
| Satoshi Arai Independent     | Yūjirō Taniyama           |                           | いま、北の大地を立て直す "Ara, reconstruïm la gran terra del nord"         | Nou candidat. Membre de la Cambra de Representants del Japó pel PD, candidat amb el suport del PD, el PSD i el NPD. 60 anys. |

## Resultats
| Candidat | Candidat         | Partit                    | Única volta | Única volta |
| Candidat | Candidat         | Partit                    | Vots        | %           |
| -------- | ---------------- | ------------------------- | ----------- | ----------- |
|          | Harumi Takahashi | Independent               | 1.738.569   | 59,8        |
|          | Satoshi Arai     | Independent               | 981.994     | 33,8        |
|          | Satoshi Miyauchi | Partit Comunista del Japó | 184.969     | 6,4         |